# 札幌コミュニケーションパークSORA
札幌コミュニケーションパークSORA（さっぽろコミュニケーションパークSORA）は、札幌市白石区東札幌にある再開発地区の名称。

## 概要
1986年（昭和61年）に廃止となった旧日本国有鉄道（国鉄）東札幌駅跡地を含む土地区画整理事業「東さっぽろ地区」として基盤整備を行った。「公園・緑地ゾーン」、「公共ゾーン」、「商業・業務ゾーン」の3つのゾーンで構成しており、産業振興と幅広い交流の拠点づくりを目指している。「SORA」は地区全体の愛称であり、市民の「青空のように澄んだ、ホスピタリティ（おもてなし）の心」を表現している。

## 事業内容
- 土地区画整理事業[1]
- 事業年度：平成12年度〜平成15年度[1]
- 施行面積：20.7 ha[1]
  - 公園・緑地ゾーン (4.0 ha)[1]
  - 公共ゾーン (5.8 ha)[1]
  - 商業・業務ゾーン (3.2 ha)[1]

## 沿革
大規模な遊休地となっていた旧国鉄東札幌駅跡地を含む用地は、1997年（平成9年）に国鉄清算事業団から札幌市に譲渡され、1998年（平成10年）から再開発に向けての本格的な動きが始まった。また、一時はドーム球場（仮称：ホワイトドーム）の建設候補地になっていたが、旗振り役であった阿部文男（元北海道開発庁長官）の政治汚職事件（共和汚職事件）や建設資金の問題で立ち消えとなっていた（その後、2001年（平成13年）に豊平区羊ケ丘に札幌ドームが完成した）。
- 2001年（平成13年）：「札幌市産業振興センター」一部オープン[5]。
- 2002年（平成14年）：「札幌市産業振興センター」、「札幌市市民情報センター」オープン[6]。
- 2003年（平成15年）：「札幌コンベンションセンター」オープン[7][8]。
- 2006年（平成17年）：札幌都市開発公社による事業企画コンペティションを経た大和ハウス工業が「商業・業務ゾーン」の土地購入[9]。
- 2008年（平成20年）：商業・業務ゾーンに「イーアス札幌」（現在のラソラ札幌）オープン[10]。
- 2011年（平成23年）：市民情報センター廃止[11]。
- 2013年（平成25年）：産業振興センター内に「札幌市デジタル創造プラザ」（ICC/インタークロス・クリエイティブ・センター）移転[12]。

## 施設
公園・緑地ゾーン
- さっぽろ大地公園

公共ゾーン
- 札幌コンベンションセンター
- 札幌市産業振興センター[13]
  - さっぽろ産業振興財団
  - 札幌市デジタル創造プラザ（ICC/インタークロス・クリエイティブ・センター）[14]
  - 札幌フィルムコミッション（SFC）[15]
  - 北海道立職業能力開発支援センター[16]

商業・業務ゾーン
- ラソラ札幌

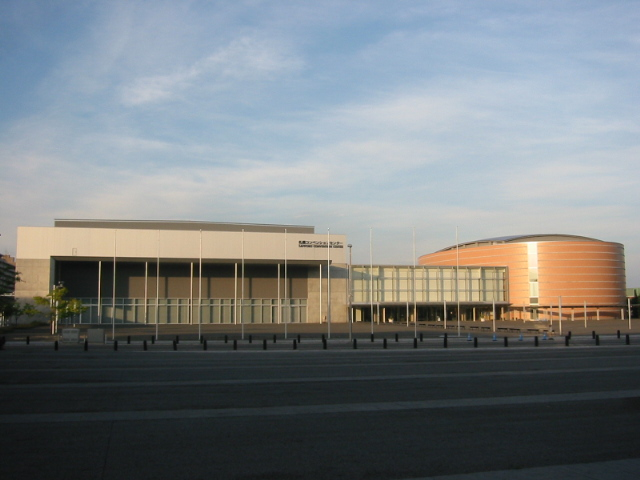
札幌コンベンションセンター（2007年8月）

## 参考資料
- “東札幌1条地区・市街地再開発事業のしくみ本文” (PDF). さっぽろの都市再開発.  札幌市. 2018年4月23日閲覧。